# ズートピア
『ズートピア』（英: Zootopia、地域によっては『ズートロポリス』（英: Zootropolis）または『ズーマニア』（英: Zoomania）のタイトルで公開）は、2016年のアメリカ合衆国のアニメーション映画で、バディ・コップ・コメディの要素を持つ作品である。ウォルト・ディズニー・アニメーション・スタジオ制作。監督はバイロン・ハワードとリッチ・ムーア、脚本はジャレド・ブッシュとフィル・ジョンストンが手がけた。声優陣にはジニファー・グッドウィン、ジェイソン・ベイトマン、イドリス・エルバ、ジェニー・スレイト、ネイト・トレンス、ボニー・ハント、ドン・レイク、トミー・チョン、J・K・シモンズ、オクタヴィア・スペンサー、アラン・テュディック、シャキーラが名を連ねている。物語は、新人警察官のウサギと詐欺師のキツネが、肉食動物の失踪事件にまつわる陰謀を解き明かすために協力する様子を描いている。
『ズートピア』は2016年2月13日にベルギーで開催されたブリュッセル・アニメーション映画祭で初上映され、同年3月4日にアメリカで劇場公開された。作品は脚本、アニメーション、声優陣の演技、テーマ、マイケル・ジアッチーノによる音楽が高く評価され、批評家から主に好意的な評価を受けた。また、複数の国で興行記録を更新し、全世界で10億ドル以上の興行収入を記録。2016年の興行収入ランキングで第4位となった。さらに、アメリカン・フィルム・インスティチュートが選ぶ「2016年のトップ10映画」の1本に選ばれ、第89回アカデミー賞では長編アニメ映画賞を受賞した。
スピンオフ作品として、テレビシリーズ『ズートピア+』が2022年11月9日にDisney+で配信開始された。また、続編『ズートピア2』が2025年11月26日に公開予定である。

## 概要
ウォルト・ディズニー・アニメーション・スタジオとしては『ベイマックス』に次ぐ作品で、1937年公開の『白雪姫』から数えて第55作目となる。物語の舞台は、動物たちの手で築かれ、肉食動物と草食動物が共存する大都会「ズートピア」。夢を信じる新米ウサギ警察官ジュディ・ホップスと、夢を忘れたキツネの詐欺師ニック・ワイルドの2人を主人公に据え、連続失踪事件の解決を通して変化していく2人の関係を描く。さらに、この物語の背景には、人種差別や欺瞞といった大都市の社会問題も浮かび上がる構成となっている。
制作陣には、エグゼクティブ・プロデューサーとしてジョン・ラセター、プロデューサーとしてクラーク・スペンサー、監督として『塔の上のラプンツェル』のバイロン・ハワードと『シュガー・ラッシュ』のリッチ・ムーアが起用され、助監督にはジャレド・ブッシュが名を連ねた。また、劇中音楽は『カールじいさんの空飛ぶ家』でアカデミー賞を受賞したマイケル・ジアッチーノが担当した。企画の発端は、ハワードが『ロビンフッド』（ディズニーが1973年に制作）に似た作品を作りたいと考えたことに始まる。2013年に制作が発表されてからは、1億5000万ドルの費用が投じられ、技術の改良、長期のフィールドワーク、脚本の度重なる改訂を経て完成。2016年2月7日にハリウッドのエル・キャピタン劇場でプレミア上映が行われた。ベルギーででは同年2月10日に公開され、その後3月4日には北米を含む世界各地で上映が開始された。日本ではゴールデンウィークに合わせて4月23日に公開された。日本上映時のキャッチコピーは「そこは、動物たちの〈楽園〉のはずだった…」である。
公開当時、『カンフー・パンダ3』や『バットマン vs スーパーマン ジャスティスの誕生』が全世界で数々の記録を更新する中、本作もそれらに肩を並べた。最終的に『ズートピア』は全世界で10億2378万ドルの興行収入を記録し、2016年公開作品としては全世界興行収入第2位となった。日本国内でも公開3週目で初めて興行ランキング1位を獲得し、それ以降も観客動員数が増加する異例のヒットとなった。日本での最終興行収入は76億8000万円で、2016年に日本で公開された映画の中では第4位を記録した。

### 世界観
本作の舞台は「人間が存在したことのない、動物だけが暮らす別世界」であり、進化を遂げた動物たちが自ら高度な文明を築き上げてきた世界である。タイトルにもなっているズートピアは肉食動物と草食動物（捕食者と被捕食者）が共存する巨大都市で、この世界の中心地として本作の主要な舞台となっている。制作においては、都市設計が動物たちの文明に基づいている点が重視される一方で、そこに起こる出来事や細部が観客にとって親しみやすいものとなるよう工夫された。
本作に登場する動物は哺乳類に限定されているが、これは制作チームが各分野の動物学者から情報を収集する中で決定されたものである。脚本家のジャレド・ブッシュは「作品の舞台となる惑星には爬虫類や鳥類も存在するが、今回はそれらが暮らす大陸の話ではなかっただけ」と述べている。
物語の後半では、ズートピアの人口の約90%が草食動物で構成されており、肉食動物は10%に過ぎないことが明らかになる。この設定は、アフリカ系アメリカ人のメタファーと解釈される描写も相まって、作中世界における力関係を示している。「か弱い」とされていた草食動物が圧倒的多数派（マジョリティ）である一方、「凶暴」とされていた肉食動物は少数派（マイノリティ）である。捕食者／被食者の視点では抑圧される立場にあった草食動物が、今度はマジョリティとして肉食動物を圧倒する構図が描かれている。このことは、「弱者」と「強者」の定義が非常に危ういバランスの上に成り立っていることを示している。

## ストーリー
田舎町バニーバロウに暮らすウサギの少女ジュディ・ホップスは、「よりよい世界を作るため」に警察官になることを夢見ていたが、両親を含めた周囲は「ウサギの本職ではない」と否定的だった。しかし15年後、ジュディは努力の末に警察学校を首席で卒業し、ウサギ初の警察官として、ライオンハート市長によって市中心部へ配属される。
初日、ジュディの配属先では、肉食動物ばかり14匹が行方不明となる事件が捜査の対象となっていた。しかし、ズートピア警察署（ZPD）の署長ボゴは、捜査を屈強な署員たちに任せ、ジュディには駐車違反の取締を命じた。不満を感じながらも職務を遂行していたジュディは、巨大アイスの購入を断られたキツネの親子、ニックとフィニックを助けるが、彼らがアイスを転売する詐欺師コンビであることが判明する。ジュディはニックを問い詰めるが、彼から冷たい言葉を浴びせられる。
翌日、ジュディが駐車違反の取締をしている最中に花屋の強盗事件が発生する。犯人のデュークを追跡し、危険な状況からネズミの女性を救いながら逮捕するが、「職務放棄」や「ただの球根のために危険な追跡をした」としてボゴから叱責される。ジュディは「警察らしい仕事がしたい」と反論するが、ボゴはジュディの配属を自身が決定したものではないと責め立てる。そこに、オッタートン夫人が夫エミットの捜索を求めてベルウェザー副市長と共に現れる。ジュディはその場で捜査を引き受けると申し出るが、ボゴから「48時間以内に解決できなければクビ」と告げられる。
ジュディはわずかな証拠を基にニックがエミットの行方を知っていると確信し、彼の脱税を盾に協力を強要する。調査を進める中で、エミットの免許証が残されたリムジンを発見するが、そこに現れたホッキョクグマに捕らえられ、車の所有者である犯罪ボス、Mr.ビッグの邸宅へ連行される。処罰されそうになるが、ジュディがMr.ビッグの娘を助けた恩があることが分かり、エミットが失踪する直前に「夜の遠吠え」と叫びながら凶暴化したことが明らかになる。
ジュディとニックがマンチャスを尋ねると、彼も「夜の遠吠え」に関する話をするが、その場で突然凶暴化し、2人を襲う。ジュディの通報で現場にボゴらが駆けつけるが、マンチャスは行方不明となっていた。「動物が野性に戻ることはあり得ない」と主張するボゴは、ジュディを解雇しようとするが、ニックの説得により撤回される。帰り道、ニックは自身がキツネとして差別を受けた過去を語り、ジュディと絆を深める。
交通カメラの映像を通じてマンチャスが謎の施設へ連行されたことを確認した2人は、そこに向かう。施設では14匹の行方不明の肉食動物が凶暴化した状態で収容されており、ズートピア市長ライオンハートが、肉食動物が野性に戻る問題を隠蔽していたことが判明する。ライオンハートが逮捕され、市長職を退くと、ジュディは周囲から警察官としての実力を認められる。
しかし、記者会見でジュディが無意識に肉食動物への差別的な発言をしてしまい、ニックは失望してジュディのもとを去る。さらに、ズートピアでは肉食動物の排斥運動が広がり、混乱が生じる。自分の中にも差別や偏見があったことに気付いたジュディは深く反省し、警察を辞職して故郷に帰る。
故郷で過ごす中、ジュディは「夜の遠吠え」が特定の花の俗称であり、それを摂取した動物が凶暴化することを知る。ズートピアへ戻ったジュディはニックに謝罪し、再び協力して事件解決に挑む。
2人は、デュークを通じて「夜の遠吠え」を用いて毒薬を製造し、肉食動物に撃ち込んで凶暴化させていたダグの存在を突き止める。証拠を確保しZPDへ向かうが、ベルウェザーに妨害される。彼女が事件の黒幕であり、草食動物の優位性を確立しようと企んでいたことが明らかになる。
ベルウェザーの計画を阻止するため、ジュディとニックは機転を利かせて彼女の自白を録音し、逮捕に成功する。こうして事件は解決し、肉食動物たちは治療を受けることができた。
その後、ニックは警察学校を卒業し、ズートピア初のキツネの警察官としてジュディのパートナーになる。エンドロールでは、住民たちがガゼルのコンサートで楽しむ様子が描かれる。

## 登場キャラクター

### 主人公
ジュディ・ホップス（Judith Laverne "Judy" Hopps）
アナウサギの女性。立派な警察官を目指し田舎町のバニーバロウから上京してきた、ズートピア初のウサギの新米警察官。冒頭では9歳だったが、就職時は24歳。劇中の役職はZPDのシティ・センター第1分署に所属する巡査。故郷では両親と275匹の兄弟姉妹と共に暮らしていた。両親からはジュージューと呼ばれる。日本語吹替版の一人称は「私」。
柔軟な思考力を持っており、草食動物ながらに幼い頃からズートピアで警察官として働くことを夢見ており、当時からいじめっ子のギデオン・グレイにも立ち向かう勇敢さを見せるが、両親には「ウサギはニンジン作りをするのが幸せ」と言われ続けていた。類いまれなる才覚を持ち、警察ではぞんざいな扱いを受けるも、最初に言い渡された駐車違反の取締ではボゴに言われた「1日100台」に対して「昼までに200台」を達成させるなど、どんな仕事でも努力を欠かさない。勤務中は常に録音機能があるニンジン型のペンを持ち歩き、ニックの脱税やベルウェザーの悪事を暴くなど、捜査に役立てる。また、上京時に両親からもらったキツネよけスプレーも持ち歩いていたが、後にニックとの葛藤を引き起こす。
ニックと初めて会った時に詐欺師とは知らずアイス代を肩代わりしてしまったり、ナチュリストクラブの客を直視できなかったりとウブではあったが、ニックと関わる内にオオカミの気をそらすために遠吠えの真似するのを思いついたり、ニックと共にベルウェザーを欺き証拠をつかむための芝居をするなど、機転が利くようになる。
ベルウェザーの悪事を暴いたのち、警察学校の卒業式で演説を行いニックにバッジを授けた。その後は一人前の警察官として認められ、ニックと組んでスピード違反の取り締まりを命じられる。
ジュディは2018年に公開された『シュガー・ラッシュ:オンライン』にも一瞬のみ登場している。
ニック・ワイルド（Nicholas Piberius "Nick" Wilde）
アカギツネの男性。32歳。身長4フィート、体重80ポンド、自宅の住所はCypress Grove Lane 1955番地。詐欺師仲間のフィニックと手を組み、15ドルの巨大アイスキャンディーを溶かして2ドルの大量の小さなアイスとして転売することを生業とする詐欺師で、ズートピアのあらゆる情報に精通する。アイスの転売で12歳の頃から毎日200ドルを稼いでいたと言い張るが、納税申告書には何も書いていなかった。この発言はジュディのニンジン型のペンによって脱税の証拠として録音され、これを取り返すべくジュディの捜査に協力することとなる。日本語吹替版の一人称は「俺」。
過去には肉食動物初のジュニアレンジャースカウトの団員になろうとしたが、「キツネは信用に値しない」として誓いの儀式で口輪をはめられるいじめを受け、心に傷を負う。それ以来、偏見や差別に抗わず周囲の見る目の通りの生き方に甘んじる人生を送ってきた。その生い立ちから夢や希望は既に捨て去っており、ズートピアに夢を持って上京してくる者達を冷ややかな目で見る。
会った当初からジュディをバカにして「ニンジン」や「ウサギ」などと呼ぶが、途中から嘲笑の意図はなくなった。行方不明事件を追う中で、彼が詐欺師として得てきた知識や経験をジュディに見初められ、警察官になることを勧められる。最終的にキツネ初の警察官となり、本編終盤ではジュディと共に取締へ出動する。
ニックは2018年に公開された『シュガー・ラッシュ:オンライン』にも登場している。

### ズートピア警察署（ZPD）
ボゴ署長（Chief Bogo）
アフリカスイギュウの男性。ZPD署長。常に威圧的な態度を取り、新入りのジュディやニックに辛辣な挨拶をお見舞いする一方ブリーフィングで部下の誕生日を祝ったりする一面もある。動物種ごとのステレオタイプにとらわれた言動をしがちでありニックとの初対面時もキツネへの偏見をあらわにしているが、市長と副市長には頭が上がらない様子を見せる。ガゼルのファンだが、クロウハウザーに見つかった時は、恥じらいから隠し通そうとしていた。ポスト・クレジット・シーンでのガゼルのライブでは、クロウハウザーと共に踊りながら楽しんでいた。
最初は望まず配属されてきたジュディに駐車違反の取締ばかりをやらせるなどぞんざいな扱いをするが、本来は警察の仕事に対して非常に真面目な人物であり、応援要請を受けた際は部下と共に現場に急行している。更に、当初はクビを言い渡していたジュディへの考え方が少しずつ変わっていき、肉食動物に対し記者会見で差別的な発言をし、自分の中にも差別や偏見があると自信を無くし、辞職を考えていたジュディに気付き、「こんな時だからこそお前のような警官が必要だ」と辞職を考えていたジュディを説得した。連続行方不明事件が解決された後はジュディ達の実力を認め態度や考え方を改め、本編ラストではジュディと新たに警察官になったニックにコンビを組ませ、スピード違反者の逮捕に出動させている。
ベンジャミン・クロウハウザー（Benjamin Clawhauser）
チーターの男性。ZPDの受付担当。人当たりが良く、同僚とも仲が良いが、食欲旺盛で大変な肥満体。ドーナツが大好物。歌手のガゼルの大ファン。肉食動物への偏見が強くなった頃には、記録保管係として地下室に左遷されたが、事件解決後は再び受付に復帰することができた。ポスト・クレジット・シーンでのガゼルのライブでは、ボゴ署長と共に踊りながら楽しんでいた。
マクホーン（Officer McHorn）
クロサイの男性。ZPDの警察官。朝礼の場ではジュディの隣に座っている。他の署員と同様にジュディのことをぞんざいに扱う向きがあり、デューク追跡の時も「お前には無理だ！」と叫んでいた。
ズートピア警察学校の教官（Drill Instructor）
ホッキョクグマの女性。言葉遣いは辛辣で、警察学校ではジュディの失敗に「命はない！」と叱責していたが、後に彼女の猛特訓の積み重ねに感銘を受ける。

### 市役所
レオドア・ライオンハート市長（Mayor Leodore Lionheart）
ライオンの男性。ズートピア市長。「誰でも何にでもなれる」というズートピアのスローガンを作った張本人で、ズートピアが楽園であることの維持を第一に考え、種に関係なく警察官になれるプログラムを立てたのも彼である。その初の卒業生としてジュディを市中心部にある第1分署へ配属するが、署長のボゴはそれを快く思っていなかった。部下であるベルウェザーには横柄に接する。
肉食動物の住民が次々と凶暴化した時は、住民に不安を与えないように、また肉食動物である自身の信用低下を避けるために、彼らを廃病院に作った施設に監禁して極秘裏に原因究明と治療法の研究をしていたが、結果的にそれが連続行方不明事件とみなされ、事件の元凶として収監される。しかし、街を守ろうしたと言う意思は本物で、これを台無しにしたおかげでジュディは大惨事を犯してしまう。後にこれがベルウェザーの謀略に踊らされていただけであったことが判明した後は、テレビのインタビューで自分の行いに対して「目的は正しいが、やり方が間違ってるってやつだ」と語った。
ドーン・ベルウェザー副市長（Assistant Mayor Dawn Bellwether）
ヒツジの女性。ズートピア副市長の役職を与えられているが、実態はライオンハートの秘書で、まともな部屋は与えられず、いつも忙しくこき使われている。本人曰く、自分が副市長になれたのは市長の「ヒツジ票集め」のため。度々ライオンハートに「クサイウェザー」と呼ばれているが、一度「ライオナラ市長」と言い返したところ、その日は一日大変なことになったという。ライオンハートの収監後は彼女が後任の市長となる。
ジュディを「小さな動物の誇り」と讃え、彼女が行方不明事件の捜査に当たるきっかけを作るなどするが、実際はライオンハートを始め、少数派ながら自らを下に見て虐げる肉食動物に対して恨みを募らせていた本作のディズニー・ヴィランズである。それが高じてダグ達を利用し、「夜の遠吠え」の毒で肉食動物を凶暴化させ、ズートピアで多数派を占める草食動物の住民に数の力で肉食動物を排斥するよう仕向けて、恐怖でもってズートピアを支配しようと目論む。最終的にジュディとニックにより連続行方不明事件の黒幕であることが暴かれ、収監される。

### バニーバロウ
スチュー・ホップス（Stu Hopps）
ジュディの父親。バニーバロウで農業をしている。バニーバロウで野菜農家として暮らすことがウサギにとって一番の幸せと考えており、ジュディが上京して警察官になることを不安に思っていた。娘がギデオンにいじめられていたことからキツネやイタチなどの肉食動物には疑念を抱いていたが、ジュディの影響で考え方を変え、ギデオンと共同で商売をするようになる。
畑に虫除けとして植える青い花「ミドニカンパムホリシシアス」に動物を凶暴化させる毒が入っていること、そして過去にそれを食べた親戚が凶暴化してボニーを襲ったことをジュディに伝える。
ボニー・ホップス（Bonnie Hopps）
ジュディの母親。夫と同様、ジュディが上京することを不安に感じ、途中でZPDを退職して帰郷した時も気を遣う。
ギデオン・グレイ（Gideon Grey）
アカギツネの男性。本作のディズニー・ヴィランズでもあったが、ジュディからはフルネームで呼ばれている。ジュディが幼い頃はバニーバロウのガキ大将で、カツアゲの邪魔をしたジュディの頬に爪を立てて傷を負わせる程であったが、成人後は改心し、ジュディと再会したときに深く謝罪する。バニーバロウでパイ職人として働いており、ジュディの両親が営む店にもお菓子を卸している。パティシエとしての腕は、ジュディの両親が「町一番」と称している。
ミドニカンパムホリシシアスという花の俗称が「夜の遠吠え」であることをジュディに伝え、彼女が再びズートピアに戻るきっかけを作る。

### ニックの知人
フィニック（Finnick）
フェネックの男性。劇中で名前は明かされない。ニックの共犯者で相棒だが、口が悪い。普段からバンの中で暮らし、「仕事」の時もニックを助手席に乗せ自分が運転している。
非常に背が低く、ベビーカーにも問題なく乗れる。ニックの息子だと偽り、ゾウの着ぐるみを着て赤ん坊の真似をしていたが、実際の声はかなり低い。40代とされている。
フラッシュ（Flash Slothmore）
ミユビナマケモノの男性。免許センターの職員で、ニックの親友。ジュディとニックがヤックスから得たナンバープレート番号を元に自動車の所有者を割り出し、情報提供をする。言動から動作まで何もかもスロースペースで行い、昼に免許センターを訪れたジュディ達が帰る頃には夜になっていたほどである。エンディングでは、普段からは想像できない猛スピード(ジュディによると時速180km以上)で市街地を飛ばしていたところをスピード違反で捕まってしまう。
ニックはフラッシュに会った際に必ず「フラッシュ、フラッシュ、ダッシュで行こうぜ！」という挨拶をしている。
エミット・オッタートン（Emmitt Otterton）
カナダカワウソの男性。花屋を経営しており、妻と2人の子供がいる。ズートピアの連続行方不明事件の被害者のひとりであったが、ニックから買ったアイスを手にしているところを監視カメラに捉えられたのが捜査開始のきっかけとなる。
日頃よりミスター・ビッグの家へ花を届けていたことから親交が深く、家族同然の待遇を受けていたが、彼に会いにいくべくマンチャスの運転するリムジンに乗っていたところをダグに「夜の遠吠え」の毒入り弾を撃たれて凶暴化し、マンチャスを襲った。その後ジュディとニックにより秘密施設に監禁されているところを発見される。
病院で面会した妻からはこんなのは夫ではないと言われてしまうほど変貌してしまっていたが、治療を受け正気に戻って家族と再会した。
デューク・ウィーゼルトン（Duke Weaselton）
イイズナの男性。口が悪く、海賊版DVDで生計を立てている。物語の序盤で花屋から球根を盗んだところをジュディに逮捕されるが、後にこれが連続行方不明事件の一翼を担っていたことが判明する。
Weaseltonという名字はウェーゼルトン公爵（アナと雪の女王の悪役）の名前を「イタチ」を意味する「Weasel」（ウィーゼル）でもじったパロディで、公爵が「ウィーゼルタウン」と呼び間違えられていた一方、こちらは「ウェーゼルトン」と呼び間違えられる。また、ウェーゼルトン公爵のファーストネームもデュークである。声優ネタでもあり、英語版・日本語吹替版共にウェーゼルトン公爵と同じ声優が担当する。
ミスター・ビッグ（Mr. Big）
トガリネズミの男性。マフィアのボス風の格好をしている。リムジン会社を保有しており、ニックも「ツンドラタウンの闇のボス」として恐れていた。手下に複数のホッキョクグマを付けており、邸宅でのシーンやエンディングでは、彼らのうち最も背が高い手下の手に載せられた椅子に座って登場する。過去に祖母の葬式に使うウールの絨毯をニックから購入したが、実際はスカンクの尻の毛でできたもので、これを祖母への侮辱として彼に怨恨を抱いていた。
エミットやニックのようなビジネスパートナーは家族同然としてホームパーティーに招くなど手厚くもてなすが、自らを侮辱したものや裏切ったものとは絶縁したり、氷漬けにするなど残酷な対応をする。娘の結婚式の日にリムジンに忍び込んだニックとジュディも氷漬けにしようとするが、ジュディが娘の命の恩人と知り、捜査に協力する。その後も、孫の名前を「ジュディ」にしたり、デュークの自白に協力する。
『ゴッドファーザー』のヴィト・コルレオーネ（マーロン・ブランド）を元にしたキャラクターである。
ケビンとレイモンド(Kevin / Raymond)
いずれもホッキョクグマの男性で、ミスター・ビッグの手下。劇中の台詞はない。ケビンは黒地に黄色のラインが入ったスウェットを着ており、鼻に絆創膏を付けている。レイモンドは黒地に青色のラインが入ったスウェットを着ており、ドル記号を模したネックレスを付けている。
エミットの免許証を探しにリムジンの車内へ入ったニックとジュディを捕らえ、2人でミスター・ビッグの元へ連れて行く。その後、ミスター・ビッグの指示に従い彼らを氷漬けにしようとする。

### ズートピアの住民
ヤックス（Yax）
ヤクの男性。劇中で名前は明かされない。ナチュリストクラブのオーナーで、エミットもそこへヨガを習いにきており、ジュディの聞き込みに協力するきっかけとなる。「動物は自然が一番」と常に裸でおり、体も洗わず、いつも周囲にハエをたからせている。
ヨガのインストラクターであるナンギを「ゾウは記憶力がいい」と持て囃すが、ニックとジュディにエミットの服装や乗っていったリムジンの色、ナンバーを詳しく伝えたのはヤックス自身である。
オッタートン夫人（Mrs. Otterton）
カナダカワウソ。行方不明となったエミット・オッタートンの妻で、度々ZPDを訪れてはボゴへの面会を要求していた。事件解決後は、「夜の遠吠え」の治療が成功し元に戻ったエミットとの再会を喜んだ。
フルー・フルー（Fru Fru）
ミスター・ビッグの娘。リトル・ローデンシアでデュークが蹴り飛ばしたドーナツのモニュメントの下敷きになりかけたところをジュディに助けられ、後にニックとジュディがミスター・ビッグの制裁から逃れるきっかけとなる。
ニックとジュディがミスター・ビッグに誘拐された日に結婚式を挙げており、前述の件から、身ごもった子供にジュディと名付けた。
ガゼル（Gazelle）
美しき実力派ポップスターのガゼル。カリスマ性も高く、多くのファンがいる。ジュディが上京する際に聴いているのは彼女の楽曲である。ズートピアで肉食動物の排斥運動が起きたときは、中立の立場でテレビのインタビューに答えていた。
マッジ・ハニー・バジャー（Dr. Madge Honey Badger）
ラーテルの女性医師。日本語吹替版では単に「ドクター」と呼ばれ、スタッフロールでは「秘密施設の医師」と表記される。ライオンハートから住民が凶暴化する原因を究明するよう迫られ、生物学的要素が原因にあることを示唆する。その後、ジュディの通報で駆け付けたZPDによってライオンハートと同じように逮捕された。
マンチャス（Mr. Manchas）
ブラックジャガーの男性。レインフォレスト地区在住。ミスター・ビッグが経営するリムジン会社の運転手。客として乗せていたエミットが突如凶暴化して彼に襲いかかり、右目に怪我を負う。その後捜査で訪ねてきたジュディとニックに詳しい事情を話そうとしたが、自身も同じように凶暴化してしまう。その後、ライオンハート市長が仕向けたシンリンオオカミ達に拘束され、他の行方不明者と同様、施設に収容された。
ジェリー・ジャンボウ・ジュニア（Jerry Jumbeaux Jr.）
アフリカゾウの男性。アイスクリーム店経営者。ニックにアイスキャンディーの販売を拒否するが、ジュディからアイスの調理の際に鼻にカバーを付けていないなど、店の衛生状態を指摘されたため、見逃してもらう代わりにニックにアイスキャンディーを売る。
ダグ（Doug）
ヒツジの男性。ベルウェザーの協力者で、デューク曰く「愛想が悪い」。手下にウールターとジェシーという2匹のヒツジがいる。
地下鉄の廃車体を利用した研究室で「夜の遠吠え」を球根から育て、その花から動物を凶暴化させる毒薬を精製し、更にそれを弾丸に込めて肉食動物に撃ち込み、凶暴化させていた。狙撃に関してはリムジンで移動中のエミットに命中させられるほどの腕前を持つ。
ピーター・ムースブリッジ（Peter Moosebridge）
ニュースキャスターのヘラジカの男性。一部の国ではオリジナルキャラクターに変更されており、日本ではタヌキ（後述）、ブラジルではジャガー、オーストラリア・ニュージーランドではコアラ、中国ではジャイアントパンダとなっている。
声優のピーター・マンスブリッジはカナダのテレビ局CBCで長年ニュースキャスターを務めるベテランで、キャラクター名も彼の名前とmoose（ヘラジカ）をかけている。
マイケル・狸山（たぬやま） (Michael Tanuyama)
タヌキの男性。ズートピアのニュースキャスターで、日本語吹替版のみ登場。声優の芋洗坂に合わせて同じフレームの眼鏡に頭には葉っぱ、背中に編み笠を背負っている。
アパートの大家（Landlady）
ココノオビアルマジロの老婆で、ジュディが住むアパート「グランド・センザンコウ」の大家。赤縁の眼鏡をかけている。
バッキー・オリックス＝アントラーソン／プロンク・オリックス＝アントラーソン（Bucky/Pronk Orix-Antlerson）
バッキーはクーズーで角が曲がっており、プロンクはオリックスで角がまっすぐ。アパートでジュディの部屋の隣室に同居している二人の男性。部屋では2人で頻繁に喧嘩をしたり、ジュディの独り言に反応して壁の向こうからちょっかいを出してくる。ジュディ曰く「うるさいお隣」。ジュディの部屋には2枚の絵がかかっているが、2人が大声で会話すると会話に合わせて絵が揺れる。
ジャレド・ブッシュはTwitterにてこの二人の関係を同性婚と明かしている。
プリシラ（Priscilla）
免許センターの職員のナマケモノで、フラッシュの女性同僚。フラッシュや他のナマケモノ同様ゆっくりと動く。
アングリー・ムース（Angry Mouse）
パーキングメーターがわずか30秒オーバーしただけで駐禁を取られ、ジュディに怒りながら文句を言う男性。

## キャスト
※括弧内には、日本語吹替版声優を示す。
- ジュディ・ホップス: ジニファー・グッドウィン（上戸彩）
- ニック・ワイルド: ジェイソン・ベイトマン（森川智之）
- ボゴ署長: イドリス・エルバ（三宅健太）
- ベルウェザー: ジェニー・スレイト（竹内順子）
- クロウハウザー: ネイト・トレンス（高橋茂雄（サバンナ））
- ボニー・ホップス: ボニー・ハント（佐々木優子）
- スチュー・ホップス: ドン・レイク（英語版）（大川透）
- ヤックス: トミー・チョン（英語版）（丸山壮史）
- ライオンハート市長: J・K・シモンズ（玄田哲章）
- オッタートン夫人: オクタヴィア・スペンサー（根本圭子）
- デューク・ウィーゼルトン: アラン・テュディック（多田野曜平）
- ガゼル: シャキーラ（Dream Ami）
- フラッシュ: レイモンド・パーシ（英語版）（村治学）
- 幼いホップス: デラ・サーバ（稲葉菜月）
- Mr.ビッグ: モーリス・ラマーシュ（山路和弘）
- ギデオン・グレイ: フィル・ジョンストン（英語版）（武田幸史）
- メジャー・フリードキン: フクシャ!（田村聖子）
- ジェリー・ジャンボウJr.: ジョン・ディマジオ（遠藤純一）
- マッジ・ハニー・バジャー: ケイティ・ロウズ（槇原千夏）
- ナンギ: ギータ・レディ（込山順子）
- マンチャス: ジェシー・コーティ（英語版）（河本邦弘）
- フィニック: タイニー・リスター・Jr.（白熊寛嗣）
- 花屋さんのブタ: ジョシュ・ダラス（あべそういち）
- フルー・フルー: リー・レイサム（近藤唯）
- ダグ: リッチ・ムーア（岩城泰司）
- 幼いニック: キャス・スーシー（長谷川斗輝）
- ピーター・ムースブリッジ: ピーター・マンスブリッジ
- マイケル・狸山: （芋洗坂係長）
- ダーマ・アルマジロ: ジョシー・トリニダード（英語版）（込山順子）
- バッキー・オリックス＝アントラーソン: バイロン・ハワード
- プロンク・オリックス＝アントラーソン: ジャレド・ブッシュ（英語版）（河合みのる）
- ジャガーの男の子: （河城英之介）
- コットン: （近藤結良）
- いじめっ子の動物: （里村洋）
- ウサギの女の子: （小林由美子）
- ヒツジのいじめられっ子: （新田早規）
- シャーラ: マデリーン・カリー（宇山玲加）
- トラヴィス: バイロン・ハワード（高坂宙）
- オオカミのゲーリー: （藤井隼）
- オオカミのウィリス: （森田了介）
- 女ウサギ記者: （種市桃子）
- 女キャスター: （入江純）
- 女性ジャガー: （大津愛理）
- メタルファンのサイ: （祐仙勇）
- ウーリー: （増元拓也）
- エミット・オッタートン: （徳本英一郎）
- 男ムース: メリッサ・グッドウィン・シェパード（厚切りジェイソン）
- マクホーン: マーク・ライノ・スミス（遠藤純一）
- プリシラ: クリステン・ベル（近藤唯）
- ヒツジ記者: （安村直樹）
- ブタ記者: （齋藤慧祐）

## 制作

### 発案
ウォルト・ディズニー・アニメーション・スタジオ（WDAS）では通常、監督が発案部長のジョン・ラセターと社長のエドウィン・キャットマルに提案したアイデアの中から、制作する映画を決定している。当時、ラセターは『シュガー・ラッシュ』や『ベイマックス』のような新しい世界観を持つ作品に対し、『ピノキオ』のようなクラシカルなディズニー映画を現代の観客向けに制作することを構想していた。特に、『ロビン・フッド』のように擬人化された動物が活躍する作品を好んでいたラセターは、『塔の上のラプンツェル』で共同監督を務めたバイロン・ハワードの動物の描写に共感し、ハワードを監督に起用して、それに沿ったアイデアを考案するよう依頼した。ハワード自身も『ロビン・フッド』のような映画を作りたいと考えており、この着想をもとに「擬人化された動物が服を着て活躍する」物語の案を6つ提示した。
ラセターはハワードの案を見たうえで、複数の要素を組み合わせる形で、新たに『Savage Seas（野生の海）』という作品案を提示した。『Savage Seas』は、ジェームズ・ポンドをイメージしたウサギのスパイ「ジャック・サベージ」を主人公とする、1960年代風のスパイ映画だった。しかし、ラセターとキャットマルが特に支持したのは、映画の序盤に登場する「動物の都市」の部分だった。そこでハワードは「ウサギの主人公」と「動物の都市」という要素を残し、都市に暮らす動物たちに焦点を当てながらさらに構想を練り上げた。その結果、ディズニー・ストーリー・トラスト（WDASの上層部社員によるクリエイティブチーム）の助言を受け、ニックを主人公、ジュディを相棒とする警察ドラマへと方向性が定まった。こうして、WDASの長編映画第55作として『ズートピア』が誕生した。
本作の製作が初めて公表されたのは、2013年夏にディズニー公式ファンクラブ「D23」が開催したD23 Expoでのことである。ハワードの推薦によりジャレド・ブッシュが脚本家として起用され、当初より2016年3月の公開が予定されていた。なお、公式発表に先駆けて2013年5月には、ジェイソン・ベイトマンの出演情報が報じられていたが、当時は作品自体の詳細についてはほとんど明かされていなかった。本作では、登場キャラクターたちが暮らす都市も「人間ではなく動物によって設計されたもの」と想定されており、『ズートピア』は他の「擬人化された動物が人間の世界や大自然で活躍する映画」とは異なる作品になるとされた。ラセターは「動物が動物のために築いた現代社会で暮らす」というコンセプトを高く評価し、D23エキスポの発表の場で「赤ん坊のシンバを持ち上げるように」ハワードを称賛した。
その後、2015年3月にはリッチ・ムーアが監督として参加し、ジャレッド・ブッシュが共同監督を務めることが発表された。

### 動画技術
アニメーターによる動物の調査は、サンディエゴ動物園サファリパークやウォルト・ディズニー・ワールドの「ディズニー・アニマル・キングダム」で行われ、さらにバイロン・ハワードの提案により、ケニアでも実施された。調査期間は合計8か月に及び、さまざまな動物の歩き方や毛の色などが研究された。映画に登場する動物たちは、80万通りもの異なる動きを見せるように設計されている。また、キャラクターの毛並みをよりリアルに再現するため、ロサンゼルス自然史博物館でも取材が行われ、アニメーターたちはさまざまな光の当たり方を考慮しながら、マイクロスコープを用いて毛並みを詳細に観察した。
2010年代前半のディズニー作品に登場する動物の毛並みは、2008年公開の『ボルト』で使用された技術が基本となっていた。しかし、当時のコンピューターソフトウェアでは、本作で求められるリアルな毛並みの表現に対応できなかったため、ウォルト・ディズニー・アニメーション・スタジオ（WDAS）の技術者が新たなソフトウェア「iGroom」を開発した。従来、このような高度な表現は特定のシーンごとに特別な処理を施すことで実現されていたが、本作では全編を通してリアルな毛並みを表現する必要があった。
iGroomの開発により、毛の向きや成形、光の当たり方などを正確に表現できるようになっただけでなく、動物ごとにさまざまなポーズをリアルに再現できるようになった。さらに、「仮想レイヤー」を活用することで、見えない部分の毛まで考慮した毛皮の表現が可能となった。この技術は、頭が大きく境界のはっきりしない斑点模様を持つチーターのキャラクター（クロウハウザー）などに活用された。各キャラクターには膨大な数の毛が使用されており、ジュディとニックにはそれぞれ約250万本の毛が描かれている。その他、キリンには900万本、アレチネズミには48万本、さらに小型の齧歯類にも40万本の毛が使用されており、これは『アナと雪の女王』に登場するエルサの髪の本数と同じである。この技術的な挑戦について、脚本のジャレッド・ブッシュは後に「毛との戦いだった」と語っている。
本作では、『ベイマックス』に続いて2度目となる3D描画システム「Hyperion（ハイペリオン）」が使用された。今回はHyperionに新たな描毛パラダイムが導入され、密集した毛をより容易にリアルに描写できるようになった。また、『シュガー・ラッシュ』の制作のために開発されたリアルタイム3Dモデラー「Nitro（ニトロ）」も使用され、自然で緻密な毛並みをスピーディーに出力できるようになった。Nitroでは、動物の動作ごとの毛並みの変化やポーズ、シルエットを同時に予測する機能も備えられている。さらに、『アナと雪の女王』で初めて導入された草木ジェネレーター「Bonsai（盆栽）」も活用され、熱帯からツンドラまでさまざまな気候帯に対応した多種多様な樹木や葉の詳細な描写が実現された。

### 登場人物について
当初のストーリーでは、ニックを主人公に据え、ズートピアの街を中心に物語が展開されていた。肉食動物と草食動物は街の中でほとんど関わりを持たないという設定で、その核となる要素として「制御首輪（tame collar）」が用意されていた。この首輪はズートピアに暮らす全ての肉食動物に装着され、興奮度が高まるとランプが緑から黄、赤へと変わり、赤に達すると電気が流れる仕組みだった。しかし、この設定のもとで行われた内部上映会では「ズートピアが抑圧的な警察国家のようで希望がない」「全体的に悲惨で、観客が楽しめる発見がない」などの批判が相次いだ。制作チームは5～6回にわたる上映会の結果を受け、フィル・ジョンストンを新たに脚本家として迎え、2014年11月に「制御首輪」の設定を廃止することを決定した。
公開予定まで約1年半となった2014年11月、物語はジュディとニックの立場を逆転させた形で再構築された。新しいストーリーでは、「平等主義の理想が住民の先入観に脅かされる大都会」ズートピアにやってきた「純真で都会への憧れを抱く新人警察官」ジュディ・ホップスに焦点が当てられた。一方、地元民であるニック・ワイルドは「街の平等を冷笑し、不安定を助長するキャラクター」として描かれることになった。制作陣は、主人公をジュディに置き換えたことで、「観客はジュディの視点を通じてズートピアという都市を見ることができるようになり、都会への憧れや挫折がより身近に感じられる」と述べている。また、通常の子供向け映画ではキャラクターが歌で感情を表現する場面が多いが、本作ではリアリティを追求するため、ミュージカルシーンは取り入れず、ジュディの試練や彼女の両親の言動を通じて感情を描写している。
2015年5月6日、ジェイソン・ベイトマンとジニファー・グッドウィンがそれぞれニック・ワイルドとジュディ・ホップスの声を担当することが発表された。制作陣は、ベイトマンのキャスティングについて「狡猾ながらも知的でドライな声を持ち、コミカルで心のこもった演技ができるため」と説明した。ベイトマン自身は、「ニック・ワイルドは自分がこれまで12歳の頃から演じてきたキャラクターに似ており、狡猾で皮肉屋な陰謀家だ」と語っている。また、「監督にどんな声を求めているのか尋ねたところ、『ただ普段通りに喋ってほしい』と言われた」と振り返っている。
一方、グッドウィンについて、リッチ・ムーア監督は「ブレのない優しさ、大きな心、そしてユーモアあふれる演技ができる」と評しつつ、グッドウィンはジュディについて「少女ポリアンナにフュリオサ大隊長を混ぜたような人物」「優しさは世間知らずや無知によるものと言う人もいるが、ジュディはただひたすら善良な女の子であって、マヌケなウサギではない」と述べた。同年7月には、アラン・テュディックの参加も発表され、彼が演じるキャラクターが「デューク・ウィーゼルトン」であることも明らかになった

### 舞台の構築
擬人化された動物が登場するアニメーション作品は数多く存在するが、制作陣および本作の企画を受けたウォルト・ディズニー・アニメーション・スタジオ（WDAS）は、本作がそれらとは異なる、独自性のある作品となることを目指していた。単に人間を動物に置き換えただけではなく、動物特有の要素を色濃く表現しつつ、観客が共感できる作品にすることが求められた。これを実現するため、登場キャラクターやアニメーション技術だけでなく、作品の舞台や細部の設定についても綿密な考察が行われた。制作陣は「誰がこの世界を作ったのか？」という命題を設定し、そのもとでさまざまなアイデアを出し合った。本編では使用されなかった設定も多数存在するが、バイロン・ハワードとリッチ・ムーアは「心の中にあるズートピアという都市は、1つの映画には収まりきらないほど大きな場所です。映画では語られていないストーリー、場所、動物はまだまだ存在します」と語り、本作が作中世界の一部分を切り取ったものであることを示唆している。
美術監督のマティアス・レクナーとプロダクションデザイナーのデヴィッド・ゲッツは、作品の美術設計において、ネズミからゾウまでさまざまな動物のサイズ差をデザインに反映させることを重要視した。その結果、家具や衣服などのデザインに関するさまざまな案が検討されたが、最終的に extra small（超小型）、small（小型）、regular（標準）、jumbo（超大型） の4段階が基準として定められた。このうち、ニックは regular（標準）、ジュディは small（小型） に分類され、彼らを標準サイズ（＝人間と同じ大きさ）として、それより大きいか小さいかで各所のデザインが決定された。
例えば、衣服のデザインでは素材や仕立ての工程まで想定しながら決定し、ネズミ用の自動車はネズミ自身が製造したものと仮定して細部の形状を変更した。また、ネズミが暮らすリトル・ローデンシアの街灯にはクリスマスツリーの装飾電球が使われるなど、単なるサイズ縮小ではなく、動物の視点に基づいた構造の違いを考慮してデザインされた。こうした工夫により、質感やデザインを通じて動物ごとのサイズ差が視覚的に自然に伝わるよう設計されている。

#### 都市としてのズートピア
当初、制作陣はズートピアを理想的な未来都市として描くことを構想していたが、バイロン・ハワードとリッチ・ムーアは、都市は歴史や住民の生活の積み重ねによって形成されるという点に着目し、「ズートピアも都市である以上、人間の都市と同じような発展を遂げたはずだ」という仮定のもとで都市景観を構築することになった。このように架空の世界でありながらも真実味を持たせる狙いは、観客の経験を呼び起こし、スクリーン上の出来事に共感を抱かせ、物語への没入感を高めることにあった。実際に、脱税、免許センター、渋滞など、人間社会でも身近な要素がストーリーのキーポイントとして登場する。
ズートピアの特徴的な設定の一つが「市内が気候や居住する動物の特性に応じて12のエリアに分かれている」という点である。作中には、そのうち サハラ・スクエア、ツンドラ・タウン、レインフォレスト地区、リトル・ローデンシア、サバンナ・セントラル の5つの主要エリアが登場する。
サハラ・スクエア（Sahara Square）
砂漠の動物たちが暮らすエリアで、モンテカルロやドバイをモデルにデザインされている。暑い昼間を避けて夜行性となる動物たちのために、カジノ付きホテルなどのナイトアクティビティが充実しているという設定で、街の景観やネオンには赤や橙色などの暖色系が用いられている。オープニングには巨大なヤシの木を模したホテルが登場し、建物や地形には砂丘や砂城をモチーフにしたデザインが採用されている。また、隣接する ツンドラ・タウン との間には巨大な空調設備を備えた境界壁があり、ツンドラ・タウンを冷却する際の廃熱を利用してサハラ・スクエアを暖める仕組みになっている。
ツンドラ・タウン（Tundratown）
寒冷地域の動物たちが暮らすエリアで、ロシア建築を模したタマネギ型のドームを持つ建物や、ホッキョクグマの住処である氷の洞窟をモデルにした氷雪マンションが建ち並ぶ。歩道の代わりに流氷ブロックが移動手段として活用され、エリア全体が雪と氷で構成されている。降雪は降雪機によって周期的に調整され、常に雪が溶けないよう設計されている。また、街の彩りはネオンサインによって演出されている。プロダクション・デザイナーのデヴィッド・ゲッツによると、このエリアのデザインは作中のマフィアのボス、Mr.ビッグのキャラクターに影響を受けたという。
レインフォレスト地区（Rainforest District）
熱帯雨林をモデルにしたエリアで、中心には川から水を吸い上げて湿気を生み出す巨大な人工樹木が配置されている。周囲には根のようなパイプが張り巡らされ、常にスプリンクラーで湿度を保つ仕組みになっている。ストーリー・ヘッドのジョシー・トリニダードによると、このエリアの環境は登場キャラクターのマンチャスの内面を反映しているという。レインフォレスト地区は垂直方向に構築されており、高低差は最大300mにも及ぶ。作中ではループ橋や跳ね橋が多用され、ミステリアスな雰囲気が強調されている。コンピュータグラフィックの製作においては、枝をグループ分けし、複数のレイヤーを用いて作業を行うなどの工夫が施された。
リトル・ローデンシア（Little Rodentia）
齧歯類などの小動物が暮らすエリアで、街全体がミニチュアのような造りになっている。大きな動物が誤って入り込まないよう、高い柵と小さなトンネルで囲まれている。街並みはブルックリンをモデルに設計されており、気候ではなく居住する動物のサイズを考慮して構築されている点が特徴である。制作にあたっては、ロサンゼルスの街並みを背景にして実際のミニチュア模型を撮影し、それをコンピュータグラフィックで再現する手法が用いられた。
サバンナ・セントラル（Savanna Central）
ズートピアの中心部に位置するエリアで、ダウンタウンを含む。多種多様な動物が共存するエリアとして設計されており、鉄道駅「セントラル・ステーション」は肉食動物と草食動物が区別なく集う水飲み場をイメージしてデザインされている。駅周辺は監督のバイロン・ハワードが最も気に入っている場所で、ヨーロッパと北米の要素を組み合わせた先進的なデザインが採用されている。ダウンタウン地区は、さまざまな時代の建築様式が混在することで、歴史を感じさせる都市の雰囲気が表現されている。
このほか、ズートピアから340km離れた農業が盛んな田舎町《バニーバロウ（Bunnyburrow）》、ゾウが経営するジャンボサイズのアイスクリームショップ《ジャンボウ・カフェ》、人里離れた謎の施設《クリフサイド》など、劇中に登場するあらゆる場所に詳細な設定が施されている。制作の過程で脚本の変更に伴い使用されなかった地域や建物の設定も存在し、たとえばジュディの実家で275匹の兄弟姉妹が暮らしている様子や、当初の「捕食者と被捕食者が区別される」という設定のもとで考案された、肉食動物が自由に過ごせる脱法アミューズメントパーク《ワイルド・タイムズ》 などが、コンセプトアートとして残されている。

### 続編の制作
本作でフィニックの声を担当したタイニー・リスター・Jr.は、カリフォルニア州オンタリオのレストラン「デイブ＆バスターズ」で開催されたイベントにて、「確かなこととして言えるのは、俺は今ディズニーと『ズートピア』の続編に取り組んでいるということ。3作になるんだ。『マダガスカル』は3作あるし、俺たちはそれに取って代わる」とコメントした。また、本作の監督であるリッチ・ムーアとバイロン・ハワードも、Blu-ray発売時のインタビューなどで続編の可能性について前向きな姿勢を示している。これらの発言を受け、本作の続編が制作されているのではないかと複数のメディアが報道した。
その後、2020年12月に短編アニメーションシリーズ『ズートピア+』の制作が発表され、2022年11月にディズニー傘下の定額制動画配信サービスDisney+にて配信開始された。同作では映画の裏側で起きていた、ジュディやニック以外のキャラクターたちのエピソードが描かれている。

## 公開
本作はディズニーデジタル3-D（RealD）作品として公開された。北米ではIMAX3D方式での上映も行われ、ディズニーのIMAX作品としては 『トレジャー・プラネット』以来14年ぶり、2作目 となる。
一部の国ではタイトルが変更され、イギリスを含む欧州各国では、"metropolis"（メトロポリス）を由来とする "Zootropolis"（ズートロポリス） に変更された。欧州公開版では、音声が英語（字幕版を含む）であっても、劇中の "Zootopia" という表記はすべて "Zootropolis" に修正されている。また、ドイツでは "Zoomania"（ズーマニア） というタイトルで公開された。ディズニーはタイトル変更の理由について、「イギリスの観客にも関心を持ってもらえるようにするため」と説明したが、『アイリッシュ・タイムズ』（アイルランド）の報道によれば、デンマークの動物園が "Zootopia" の名称をEU域内で商標登録していることが直接の理由ではないかと指摘されている。
中国では、国家新聞出版広電総局の規定により、海外映画の劇場公開期間は30日間に制限されているが、本作に関しては異例の2週間延長が認められ、合計44日間の公開となった。
日本での劇場上映は他地域より大幅に遅れ、2016年4月23日に公開が開始された。上映は『ファインディング・ドリー』公開前日の7月15日に一斉終了した。

### マーケティング
本作のティーザー映像は、ウォルト・ディズニー・アニメーション・スタジオが2015年6月11日にYouTubeで公開した予告編が最初であり、ピクサー映画『インサイド・ヘッド』の上映時から劇場予告として流されるようになった。2つ目の映像は同年11月23日にYouTubeで公開され（劇場予告は『アーロと少年』から上映）、、本編中で主人公のジュディとニックが免許センターを訪れ、ナマケモノの職員とやりとりをするシーンが公開された。さらに、同年12月31日には本格的な予告映像がYouTubeで公開された。加えて、2016年3月1日には『ディズニー・インフィニティ3.0』用のフィギュアが発売された。
また、バイラル・マーケティングの一環として、ユニークなプロモーションも展開された。デジタルマーケティング会社のAllied Integrated Mediaはディズニーから契約を受け、SNSサイトMeetupのファーリー・ファンダム（動物キャラクターを好むファンコミュニティ）会員に対し、映画のハッシュタグを付けて自身のファースーツ（動物の着ぐるみ）を着た写真をTwitterやInstagramに投稿するキャンペーンを推進した。
日本では、上映開始前後の2016年3月25日から5月8日にかけて神奈川県横浜市とのタイアップが実施された。よこはま動物園ズーラシアと横浜市交通局が協力し、「横浜市営地下鉄スタンプラリー」と「横浜市営バス×ズーラシア クイズラリー」が開催されたほか、本作の広告ラッピングを施した特別デザインの路線バスも1台運行された。

### 家庭用ソフト
『ズートピア』の家庭向けソフトはBlu-ray、Blu-ray 3D、DVD、およびデジタルHD形式で発売された。北米版は2016年6月7日にリリースされ、ボーナストラックとして「Scoretopia」や「Try Everything」のミュージックビデオなどが収録された。日本版は、吹替・字幕版のデジタル先行配信が同年8月10日に開始され、その後8月24日に『ズートピア MovieNEX』として発売された。MovieNEX版にはBlu-ray、DVD、デジタルダウンロード権が同梱され、収録内容は北米版と同様である。本編は劇場字幕版および吹替版の両方を収録し、特典映像は字幕版として収められている。
本作は発売初週に販売枚数18万枚を記録し、9月5日付（8月22日～28日）の売上ランキングにおいて『ARASHI LIVE TOUR 2015 Japonism』（27.8万枚）に続きBlu-ray総合2位、Blu-rayアニメ部門1位を獲得した。なお、洋画作品がBlu-rayアニメ部門で1位を獲得したのは、2015年12月14日付の『ミニオンズ ブルーレイ＋DVDセット』以来8か月ぶりであり、この時点で2016年の洋画アニメBlu-ray売上1位となった。
さらに、9月12日付（8月29日～9月4日）のランキングでは販売枚数3.8万枚を記録し、『ARASHI LIVE TOUR 2015 Japonism』（1.5万枚）を抜いてBlu-ray総合1位を獲得した。洋画がBlu-ray総合1位を獲得するのは、2016年度（2015年12月14日～）のランキングで6作目であり、アニメ作品では同年度初の記録となった。
レンタルはBlu-ray/DVDともにMovieNEX発売と同日の8月24日に開始され、1週目（8月22日～28日）、2週目（8月29日～9月4日）の2週連続でレンタル回数1位を記録した。

### テーマパーク
東京ディズニーランドでは、スペシャルイベント「うさたま大脱走!」をはじめ、複数のショーやパレードにジュディとニックが登場している。これらのイベントで台詞を発する際の声は、映画版と同じく上戸彩（ジュディ役）と森川智之（ニック役）が担当している。
2019年1月22日、ディズニー・エクスペリエンスにより、上海ディズニーランドに本作をテーマとしたエリアが建設されることとなり、その工事は同年12月9日に開始されることが明かされた。同年から始まった新型コロナウイルス感染症の世界的流行により作業は一時中断されたが、2020年6月までに再開された。当該エリアは『ズートピア（疯狂动物城）』の名で2023年12月20日に一般開放を迎え、ウォルト・ディズニー・カンパニー100周年記念事業の一環に位置づけられた。エリア内にはトラックレス型ダークライド『ズートピア：ホット・パースート（疯狂动物城：热力追踪）』などの施設が配置されている。
2023年9月9日、D23が開催するDestination Dイベントにおいて、ディズニー・アニマル・キングダムの『イッツ・タフ・トゥー・ビー・ア・バグ』を本作をテーマとした演目に変更することが発表された。2024年開催のD23イベントでは『Zootopia: Better Together!』というタイトルで2025年下半期の公開を目指していることが発表された。

## 興行成績
北米での上映が終了した2016年8月4日時点で、『ズートピア』の興行収入は、制作費の1億5000万ドルを大きく上回り、北米で約3億4126万ドル、その他の国と地域で約6億8251万ドルを記録し、全世界合計10億2378万ドルに達した。ディズニーのアニメーション映画で10億ドルを突破したのは、『トイ・ストーリー3』、『アナと雪の女王』に次いで史上3作目となる。
公開2週目の3月18日には、ウォルト・ディズニー・アニメーション・スタジオ作品として『アナと雪の女王』『ベイマックス』に続き、3作連続で興行収入5億ドルを突破した。同年4月5日には、2016年に北米で公開された映画として初めて国際興行収入が8億ドルを突破し、4月24日にはさらに9億ドルを超えた。そして6月5日には10億ドルに達した。国際興行収入10億ドルという記録は、アニメーション映画として史上4番目、ディズニー映画として11番目（ディズニーアニメーション映画では3番目）、映画全体では史上26番目となる。
全世界の興行収入では、『シビル・ウォー/キャプテン・アメリカ』に次いで2016年公開作品の中で2位となり、アニメーション映画としては1位を記録した。また、ウォルト・ディズニー・アニメーション・スタジオ作品としては『アナと雪の女王』に次ぐ歴代2位となり、全アニメ映画としては4位、原作を持たない映画（小説や前作を基にしない作品）としては『アバター』に次ぐ2位となった。さらに、全映画の中では歴代26位の興行成績を記録した。

### 北米
アメリカ合衆国とカナダでは、公開前の予想として3827スクリーンでの初週末興行収入は6000万～7000万ドル と見積もられていたスクリーン数の内訳は、3D版が約3100スクリーン、IMAX版が365スクリーン、プレミアム・ラージ・フォーマット版が 325スクリーン だった。
2016年3月31日に行われた公開前週の事前上映では、すでに170万ドル の収入を記録。この興行成績は、ピクサー作品を除いた夏休み期間外のディズニー映画としては歴代最高記録となり、アニメ映画全体としても歴代7位にランクインした。
事前上映の評判は口コミで広まり、公開初日となる4月3日の興行収入は 1950万ドルを記録し、『アナと雪の女王』の記録を更新した。また、3月公開のアニメ映画としては『アイス・エイジ2』に次ぐ歴代2位となった。
さらに、初週末の興行収入は7510万ドルとなり、当初の予想を上回る結果となった。これにより、全ディズニーアニメーション映画では『アナと雪の女王』を超えて1位、3月公開のアニメ映画としては『ロラックスおじさんの秘密の種』を超えて1位、アニメ映画全体では4位、3月公開の映画全体では8位の記録となった。また、原作を持たない映画の初週末興行収入としては『インサイド・ヘッド』『アバター』に続く 歴代3位となった。IMAX方式では初週末366スクリーンで520万ドルを記録し、『トイ・ストーリー3』の840万ドルに次いで2位となった。
公開2週目の興行収入は5130万ドルで、全体の31.6%まで減少したが、アニメ映画としては公開後の占有率下降が最も少ない記録となった（『シュガー・ラッシュ』は2週目で32.7%を記録しているが、同週に27%を記録した『LEGO ムービー』より下降率が大きかった）。3週目の興行収入も3720万ドル（占有率28%）となり、3週連続で週間1位を獲得。また、この時点で累計興行収入が2億ドルを突破した。公開後3週間の累計記録としては、『アバター』（6800万ドル）に次ぐ2位となり、『007 スカイフォール』（3500万ドル）を超えた。4週目も占有率の減少は小幅にとどまったが、3週間遅れで公開された『バットマン vs スーパーマン ジャスティスの誕生』に抜かれ、最終的に北米では3週連続1位（V3）となった。
2016年6月時点では、北米で『キャプテン・アメリカ』『デッドプール』『ジャングル・ブック』に次ぐ4位の累計興行成績を記録しているほか、13週連続でトップ10入りを達成。『アナと雪の女王』（16週）、『アバター』（14週）に次ぐ結果となった。
北米での劇場上映は8月4日に終了し、合計154日間にわたって上映された。最終的な興行成績は、ウォルト・ディズニー・アニメーション・スタジオ作品として『アナと雪の女王』に次ぐ歴代2位、2016年北米公開映画として7位、アニメ映画全体では歴代10位となった。

### 日本
日本では2016年4月23日から7月15日までの83日間にわたり公開され、最終興行成績は動員数約580万人、興行収入約76億8000万円を記録した。2016年に日本で公開された映画としては4位の成績となった。本作は累計興行収入70億円突破までに62日を要した（『アナと雪の女王』は23日、『ベイマックス』は37日）。しかし、新作が次々と公開される中でも安定した興行成績を維持し、上映期間中のすべての週末興行ランキングで4位以内にとどまった。
本作は字幕版（2D）と吹替版（2D・3D・4DX・MX4D）で全国471スクリーンにて公開された。ただし、日本での公開は他の地域と比べて大幅に遅れた。初週末（4月23日・24日）の合計動員数は32万9513人、興行収入は4億4580万4900円となり、1週間前の4月16日に公開された『名探偵コナン 純黒の悪夢』に次ぐ初登場2位を記録した。また、ディズニーアニメーション映画としては『アナと雪の女王』『ベイマックス』に次ぐ歴代3位のオープニング興行収入となった。
その後、公開2週目までは『名探偵コナン』に続き2位を維持していたが、公開3週目となる5月8日までの興行収入が29億8776万4600円、動員数が235万6413人となり、7日・8日の成績（週末興行ランキング）では『名探偵コナン』を抜いて初の1位となった。公開2週の後に週末興行ランキングが2位から1位に上がるというケースは、世界的にも珍しいとされる。4週目（5月14日・15日）の週末興行ランキングでも前週に続いて1位を獲得し、動員数の前週比は121.8%を記録した。この週の動員数は公開初週を上回り、『アナと雪の女王』の国内公開当初と同様の推移を見せた。5週目（5月21日・22日）の週末興行収入は5億0407万3100円、動員数は37万5137人となり、引き続き1位を維持した。一方、同週2位の『殿、利息でござる!』は動員数10万9248人、興行収入1億3522万8600円であった。また、この週は前週より25スクリーン減少したが、前週興収比は118%を記録しスクリーンアベレージ（1スクリーンあたりの平均着席率）も16.7%上昇した。6週目（5月28日・29日）は、前週と比較して興行成績は下がったものの、同週初登場の『オオカミ少女と黒王子』を抑え、4週連続で1位を維持した。この時点で日本国内の累計興行収入は50億円を突破した。また、ウォルト・ディズニー・アニメーション・スタジオの長編映画が日本で4月に公開されたのは、1996年の『ビアンカの大冒険 ゴールデン・イーグルを救え!』以来20年ぶりとなった。
7週目（6月4日・5日）は動員数26万3766人、興行収入3億5060万9200円を記録し、国内累計興行収入は60億円を超えた。しかし、同週初登場の『植物図鑑 運命の恋、拾いました』（動員26万4270人、興収3億4204万0700円）に僅差で及ばず、2位となった。なお、興行収入1位は6月1日に公開された『デッドプール』（動員24万8473人、興収3億8333万2900円）であり、『植物図鑑』は興収3位だった。また、本作と興行成績を競っていた『名探偵コナン』も6月5日時点で累計興行収入60億2048万7600円、動員471万7855人を記録していたが、興行収入では本作が上回り、動員数では若干遅れを取る形となった。
その後、8週目（6月11日・12日）の動員数は同週初登場の『64―ロクヨン―後編』に次ぐ2位となり、9週目（6月18日・19日）は『植物図鑑』『ロクヨン後編』に続く3位となったが、興行収入では再び1位を記録した。
6月23日には累計興行収入が70億円を突破した。10週目（6月25日・26日）は、同週初登場の『TOO YOUNG TO DIE! 若くして死ぬ』に次ぐ2位となり、再び順位を上げた。しかし、11週目（7月2日・3日）には、同週初登場の『アリス・イン・ワンダーランド/時間の旅』が1位となり、本作は3位に後退した。週末興行ランキングの集計対象としては最終週となる12週目（7月9日・10日）には、同週初登場の『インデペンデンス・デイ: リサージェンス』が1位となり、本作は4位に後退した。ただし、同週末の上位10作品のうち、公開5週を超えていたのは本作と『植物図鑑』（6週目）のみであった。その後、予定通り7月15日に劇場上映が終了した。

### 中華人民共和国
中華人民共和国では、『疯狂动物城 （Crazy Animal City）』のタイトルで公開された。本作は、ハリウッド映画として中国で最も人気を博した『ジュラシック・ワールド』（中国での総興行収入2億2900万ドル）に匹敵すると予想されていたが、実際にはそれを上回る結果となった。中国での劇場公開終了時点での総興行収入は、公開初日の62倍以上に達し、直前に公開された『夏洛特烦恼』の最高記録61.9倍を上回った。アニメーション映画としてのこれまでの最高記録は、『西遊記 ヒーロー・イズ・バック』の53.1倍だった。
公開初日の興行収入は『葉問3』に次ぐ340万ドルで2位となったが、3日間の累計興行収入は2380万ドルに達し、前後作を持たないアニメーション映画としては、開始3日間の興行収入で史上最高記録を樹立した。また、アニメーション映画全体およびIMAX方式のアニメーション映画としては、『カンフー・パンダ3』に次ぐ国内史上2位を記録した（IMAX版は278スクリーンで300万ドルの興行収入を記録）。
公開9日目の土曜日には、アニメーション映画として中国国内史上最高の単日興行収入2500万ドルを記録し（前の土曜日は1060万ドル）、早くも『ベイマックス』の最終興行収入を超え、中国におけるディズニーアニメーション映画の興行収入ランキングで1位となった。2週目の週末興行収入は5650万ドルと前週比139%の増加を記録し、公開10日目の時点で『カンフー・パンダ3』『西遊記 ヒーロー・イズ・バック』に続き、中国で公開されたアニメーション映画として史上3番目に1億ドルを突破した。これはアニメーション映画の週末興行収入としては単独1位の数値である。ただし、一部のメディアでは6000万ドル以上と報じている。
3月中旬には、『カンフー・パンダ3』とともに、国内で公開されたアメリカのアニメーション映画の興行収入記録（2014年の2億8600万ドル）を突破した。さらに、公開17日目の3月27日には、国内で公開されたアニメーション映画として初めて総興行収入が2億ドルを超え、全ディズニー映画としては『アベンジャーズ/エイジ・オブ・ウルトロン』に次ぐ2番目、ハリウッド作品全体では6番目となった。
最終的には15億3000万元を記録し、『アベンジャーズ』（14億6400万元）を超えて、中国国内におけるディズニー映画の興行収入ランキングで1位となり、中国映画史全体では7位の記録を達成した。

### その他海外
本作は、ウォルト・ディズニー・モーション・ピクチャーズが長期休暇シーズンの市場を狙い、各国で公開日をずらして上映された。2016年2月の第2週には3か国で封切られ、公開1週目となる2月14日までに興行収入450万ドルを記録した。翌週にはさらに22か国（全体の36%）で公開され、2月21日までに累計3120万ドルの興行収入を達成した。その翌週（公開3週目）には新規公開国はなかったが、2月28日までにさらに3300万ドルを追加した。
公開4週目となる3月の第1週には、アメリカと中国を含む45か国で新たに公開され、週末までに6470万ドルの追加興行収入を記録。この時点で週間国際興収ランキングで香港映画『葉問3』に次ぐ2位となった。このうち、IMAX方式での興行収入は330万ドルだった。3月第3週には、前々週に新規公開された45か国のみで8930万ドルの追加興行収入を記録し、前週比25%の増収となり、『葉問3』を抜いて1位に躍り出た。その翌週も1位を維持したが、その次の週には『バットマン vs スーパーマン ジャスティスの誕生』に抜かれ、最終的に公開5週目と6週目の成績で全世界V2となった。その後、4月の第1週（公開8週目）には北米以外の総興行収入が5億ドルを突破した。
国ごとの公開1週目の興行成績にはばらつきがあり、スペインでは310万ドル、ベルギーとデンマークでは合計170万ドルとなった。ベルギーでは、オープニング興収が全ディズニーアニメーション映画の中で最高額を記録した。また、中国では2360万ドル、フランスでは870万ドル、ロシアでは790万ドル、ドイツでは680万ドル、香港では190万ドル、ポーランドでは160万ドルを記録し、これらの国ではピクサー作品を除くディズニーアニメ映画としてオープニング興行収入の最高記録を更新した。そのほか、イギリスとアイルランドでは730万ドル、メキシコでは460万ドル、オーストラリアでは360万ドル、ブラジルでは260万ドル、イタリアでは長期休暇期間外の週末公開でありながら330万ドルを記録した。また、オーストラリア、スイス、ポルトガル、南アフリカ共和国では、公開週の興行収入で国内1位となった。
イギリスとアイルランドでは、『バットマン vs スーパーマン ジャスティスの誕生』『カンフー・パンダ3』との接戦が続く中、本作は579スクリーンで760万ドル（うち事前公開分250万ドル）の興行収入を記録。しかし、『ジャスティスの誕生』と僅差でオープニング興行収入2位となり、国内のウォルト・ディズニー・アニメーション・スタジオ作品のオープニング記録更新には至らなかった。2週目には『ジャスティスの誕生』『イーグル・ジャンプ』に次ぐ3位となったが、占有率は24%を維持した。
国別の興行収入では、北米が最大（3億3720万ドル）で、中国（2億3610万ドル）がそれに続いた。さらに、日本（4840万ドル）、フランス（3600万ドル）、ロシア・CIS地域（3440万ドル）、イギリス（3360万ドル）、ドイツ（3220万ドル）、韓国（3110万ドル）と続いた。ロシアでは、興行収入が23億ルーブルに達し、『アバター』の36億ルーブルに次ぐ全映画中史上2位の記録となった。また、日本ではV4（4週連続1位）を記録し、ロシアとドイツではV3、中国と韓国ではV2となった。

## 批評
本作は多方面から高い評価を受けた。Rotten Tomatoesでは、批評家レビューのうち肯定的な評価が98%を占め、加重平均スコアは8.1/10点となり、2016年の映画として最高評価を得た。総評コメントでは「『ズートピア』は、技術面・ストーリー面ともに素晴らしくまとめられている。その華やかで技術の粋を集めたとも言える映像により描かれる内容は、重厚で現代情勢をよく捉え、観客に様々な思考を巡らせる。それでいてテンポの良さと高いコメディ性を有し、若い観客にもずっと楽しんでもらえる作品」とされている。これは、原作映画としては史上2番目に高い評価（100%評価の『ピノキオ』に次ぎ『白雪姫』『101匹わんちゃん』と同率）であり、全ディズニーアニメ映画の中では8番目に位置する（『トイ・ストーリー』『トイ・ストーリー2』が100%、『トイ・ストーリー3』『ファインディング・ニモ』が99%、『インサイド・ヘッド』『カールじいさんの空飛ぶ家』が98%）。また、Metacriticでは78/100点（39件のレビューに基づく偏差値）を獲得し、総評では「概ね良い評価」とされた。CinemaScoreでは、A+からFの8段階評価のうち、2番目に高いA評価を獲得した。
アメリカの批評家ネイル・ゲンツリンガーは、『ニューヨーク・タイムズ』紙で「面白可笑しく、抜け目なく、いろいろなことを考えさせてくれる」と評した。『ローリング・ストーン』誌では、本作のコメディ要素とともに、公開当時の政治的風潮、特に外国人排斥を暗に肯定するレトリックの危険性を指摘した点を評価し、「2016年で最も破壊的な映画かもしれない」と述べた。『バラエティ』誌のピーター・ディブルージは、「ウォルト・ディズニー・アニメーション・スタジオの『強み』を体現した作品」と述べた。IGNの映画評論家エリック・ゴールドマンは10点中9.0点（Amazing）と評価し、「『ズートピア』は、ディズニーが本気を出せば、現代と過去を如何にクールで自然に融合させられるかを象徴している。動物が立って歩いて、喋って、人間のように振る舞うのは使い古された技法だが、そこにユーモアと作品スタイル…あとは見入るように、含蓄たっぷりに時事情勢を描くそのテーマで、現代的な風を送り込んでいる」と評した。
映画評論家のマーク・ケルモードは『オブザーバー』紙で、「とても面白くて、とても素敵な"休暇のお楽しみ"」と評価。さらに「一見すると、脅かされる存在としての草食動物が隣人にさえも恐れを感じる傍らで、肉食動物はその本能を抑えているという話だが、実際は『信頼と寛容』と『混乱と先入観』の対立を描いた"寓話"で、さも完璧な交響曲のように上手くまとめられている。憎悪に溢れ先行きも見えない世界の中で、指揮棒を振りかざすが如く愛と多様性の存在を鼓舞激励し、歓迎している。美辞麗句を並べ立てているだけのように見えるかもしれないが、決してそんなことはない。劇中でキャラクターが見せるジョークの数々は面白いし、映像技術という観点からしても素晴らしい」とし、最後は「正真正銘、どんな年齢でも楽しめる、ファミリーにぴったりな作品。最高!」と締めた。
『デイリー・テレグラフ』紙では、ロビー・コリンが「ライオンはただヒツジにひれ伏し続けず、共に市政を司る座に就き、共生への歩みを進めた。これこそが夢にまで見た真の多様性であり、彼らの世界におけるその夢は叶った――はたしてそうだろうか。（中略）チャイナタウンのように人で溢れる街を考えて欲しい。本作は動物の世界を描いたアニメ映画としては精査に基づき『極めて現実に則った』世界を描いているのだ」と評価した。また、「『48時間』の中のニック・ノルティとエディ・マーフィのように、たとえジュディとニックが見た目に愛らしさを振りまき、陽気に動き回り、観客を引き込むダブル主人公の様相を呈していたとしても、声優のグッドウィンとベイトマンの並外れた演技力に勝るものはない。2人の演技は、まるでビバップの名曲のスナップとスイングを聞きながら映像を見ているような気分になれる」と評した。さらに、「この映画を見れば、我々も内にある中途半端な人種観念に気付けるはずだ――それを特に強く感じる場面がある。豚がチーターに向かって『森へ帰れ!』と言い放ったのに対し、チーターが『私はサバンナ出身よ!』とうんざりしながら返すシーンだ。こうは書いたが、物語そのものは決して堅苦しいものではなく、この映画の強みの一つは、多様性の価値という複雑で微妙なテーマを若い観衆にもわかるよう噛み砕いて示しているところだ――『実際は、素敵な言葉のように簡単に行くとは限らない』――これはジュディがラストシーンで語る台詞で、更に『現実は厳しい』と断言していた。そう、その通りなのだ。だからこそ、あらゆることがもっと面白く、ハチャメチャで、美しいと感じられるのだ。この感覚を味わいたければ、『ズートピア』が一番だ」と述べた。
同紙のローザ・プリンスは、主人公ジュディ・ホップスが、ディズニーアニメの女性キャラクターのイメージを刷新したと指摘。ジュディは、ロマンスや家柄に焦点を当てられる従来のディズニープリンセスとは異なり、自らの夢である「街に尽くす警察官」を目指すキャラクターだと評価した。また彼女は「本作は通常のディズニー映画に比べて女性の登場人物は少なく、せいぜい全人物の1/3程度。しかしジュディはそうした型を破った。白馬の王子様に助けてもらおうなんて思ってはおらず、むしろ自分が他人を助けることで忙しいのである。二児の母であり、ジュディの声を担当したジニファー・グッドウィンは『もし娘がいたら、ジュディを見本にさせたいくらい。あと、二人の息子にも彼女を見本にしてほしいわね』と語っている。（中略）もしかすると、今こそ女の子たちにはジュディの制服を買い与えて、お姫様ドレスなんて着せないようにした方がいいのかもしれない。もし反対されたらボゴ署長の言葉を思い出そう――『人生はミュージカル映画とは違うんだ！歌えば夢が叶う、そんな甘いもんじゃない。いい加減受け入れろ、ありのままに』――」と述べた。
米エンターテインメント誌『ハリウッド・リポーター』は、日本での大ヒットの要因として、口コミの影響、字幕版と吹替版の両方を観る観客の多さ、3D版と4DX版の人気、そしてDream Amiによる主題歌を挙げた。また、スタジオジブリのプロデューサー鈴木敏夫は、本作について「ディズニー映画の中でもずば抜けた傑作」と評し、鑑賞後すぐに宮崎駿に「すごいの見ちゃった！」と報告したエピソードを明かしている。
一方、中国人民解放軍機関誌『解放軍報』に寄稿した南京政治学院の教授・王伝宝は、「本作は、西洋的価値観とアメリカのプロパガンダを巧妙に押し付けるもの」として批判した。彼は、映画のテーマについて「肉食動物と草食動物の関係を逆転させた描写は、子供でも理解できる常識を覆すものであり、ハリウッドによる価値観の操作である」と主張した。

## 受賞歴
| 賞と結果の一覧                             | 賞と結果の一覧 | 賞と結果の一覧                                       | 賞と結果の一覧                                                                                          | 賞と結果の一覧 | 賞と結果の一覧  |
| 賞                                         | 式典日         | 部門                                                 | 受賞者                                                                                                  | 結果           | 出典            |
| ------------------------------------------ | -------------- | ---------------------------------------------------- | --- | -------------- | --------------- |
| ゴールデン・トレイラー・アワード           | 2016年5月4日   | 楽曲TVスポット部門                                   | "Try Everything Voice 3 Days ? IMAX"                                                                    | ノミネート     | [ 197 ]         |
| ゴールデン・トレイラー・アワード           | 2016年5月4日   | オリジナルTVスポット部門                             | "Oscar Review"                                                                                          | 受賞           | [ 197 ]         |
| ゴールデン・トレイラー・アワード           | 2016年5月4日   | 劇場チェーン別上映前広告部門                         | "Popcorn Club"                                                                                          | ノミネート     | [ 197 ]         |
| ティーン・チョイス・アワード               | 2016年7月31日  | チョイス・ミュージック（TV／映画）                   | 『トライ・エヴリシング』（シャキーラ）                                                                  | ノミネート     | [ 198 ]         |
| ハリウッド映画賞                           | 2016年11月6日  | ハリウッド・アニメーション賞                         | 『ズートピア』                                                                                          | 受賞           | [ 199 ]         |
| ハリウッドメディア音楽賞                   | 2016年11月17日 | オリジナル音楽賞（アニメ映画）                       | マイケル・ジアッチーノ                                                                                  | ノミネート     | [ 200 ] [ 201 ] |
| ハリウッドメディア音楽賞                   | 2016年11月17日 | 歌曲賞（アニメ映画）                                 | 『トライ・エヴリシング』（シーア、スターゲイト）                                                        | ノミネート     | [ 200 ] [ 201 ] |
| 英国アカデミー児童賞                       | 2016年11月20日 | 長編作品部門                                         | バイロン・ハワード、リッチ・ムーア、クラーク・スペンサー                                                | 受賞           | [ 203 ] [ 204 ] |
| 英国アカデミー児童賞                       | 2016年11月20日 | キッズ・ボート                                       | 『ズートピア』                                                                                          | 受賞           | [ 203 ] [ 204 ] |
| ニューヨーク映画批評家協会賞               | 2016年12月1日  | アニメ映画賞                                         | 『ズートピア』                                                                                          | 受賞           | [ 205 ]         |
| ワシントンD.C.映画批評家協会賞             | 2016年12月5日  | 声優演技賞                                           | ジェイソン・ベイトマン                                                                                  | ノミネート     | [ 206 ]         |
| ワシントンD.C.映画批評家協会賞             | 2016年12月5日  | 声優演技賞                                           | ジニファー・グッドウィン                                                                                | ノミネート     | [ 206 ]         |
| ワシントンD.C.映画批評家協会賞             | 2016年12月5日  | 長編アニメ賞                                         | 『ズートピア』                                                                                          | ノミネート     | [ 206 ]         |
| アメリカン・フィルム・インスティチュート   | 2016年12月8日  | 今年の映画トップ10                                   | 『ズートピア』                                                                                          | 受賞           | [ 207 ]         |
| サンフランシスコ映画批評家協会賞           | 2016年12月11日 | 長編アニメ賞                                         | 『ズートピア』                                                                                          | ノミネート     | [ 208 ] [ 209 ] |
| トロント映画批評家協会賞                   | 2016年12月11日 | アニメ映画賞                                         | 『ズートピア』                                                                                          | 受賞           | [ 210 ]         |
| クリティクス・チョイス・アワード           | 2016年12月11日 | アニメ映画賞                                         | 『ズートピア』                                                                                          | 受賞           | [ 211 ]         |
| サンディエゴ映画批評家協会賞               | 2016年12月12日 | アニメ映画賞                                         | 『ズートピア』                                                                                          | ノミネート     | [ 212 ] [ 213 ] |
| ダラス・フォートワース映画批評家協会賞     | 2016年12月13日 | アニメ映画賞                                         | 『ズートピア』                                                                                          | 受賞           | [ 214 ]         |
| シカゴ映画批評家協会賞                     | 2016年12月15日 | アニメ映画賞                                         | 『ズートピア』                                                                                          | ノミネート     | [ 215 ]         |
| セントルイス・ゲートウェイ映画批評家協会賞 | 2016年12月18日 | アニメ映画賞                                         | 『ズートピア』                                                                                          | 受賞           | [ 216 ]         |
| EDA賞                                      | 2016年12月21日 | アニメ映画賞                                         | ジャレド・ブッシュ、バイロン・ハワード、リッチ・ムーア                                                  | 受賞           | [ 217 ] [ 218 ] |
| EDA賞                                      | 2016年12月21日 | 女性キャラクター賞                                   | ジニファー・グッドウィン                                                                                | 受賞           | [ 217 ] [ 218 ] |
| フロリダ映画批評家協会賞                   | 2016年12月23日 | アニメーション映画賞                                 | 『ズートピア』                                                                                          | 次点           | [ 219 ]         |
| オースティン映画批評家協会賞               | 2016年12月28日 | アニメ映画賞                                         | 『ズートピア』                                                                                          | ノミネート     | [ 220 ] [ 221 ] |
| オンライン映画批評家協会                   | 2017年1月3日   | アニメ映画賞                                         | 『ズートピア』                                                                                          | ノミネート     | [ 222 ]         |
| ヒューストン映画批評家協会賞               | 2017年1月6日   | 長編アニメ映画賞                                     | 『ズートピア』                                                                                          | ノミネート     | [ 223 ] [ 224 ] |
| ビレッジボイス映画投票                     | 2017年1月6日   | アニメ映画賞                                         | 『ズートピア』                                                                                          | 3位            | [ 225 ]         |
| ゴールデングローブ賞                       | 2017年1月8日   | 長編アニメ映画賞                                     | 『ズートピア』                                                                                          | 受賞           | [ 226 ]         |
| ゴールデントマト賞                         | 2017年1月12日  | ベスト・ワイド・リリース                             | 『ズートピア』                                                                                          | 受賞           | [ 227 ]         |
| ゴールデントマト賞                         | 2017年1月12日  | アニメ映画賞                                         | 『ズートピア』                                                                                          | 受賞           | [ 227 ]         |
| デンバー映画批評家協会賞                   | 2017年1月16日  | アニメ映画賞                                         | 『ズートピア』                                                                                          | 受賞           | [ 228 ]         |
| ピープルズ・チョイス・アワード             | 2017年1月18日  | フェイバリット・ムービー                             | 『ズートピア』                                                                                          | ノミネート     | [ 229 ]         |
| ピープルズ・チョイス・アワード             | 2017年1月18日  | フェイバリット・ファミリー・ムービー                 | 『ズートピア』                                                                                          | ノミネート     | [ 229 ]         |
| ピープルズ・チョイス・アワード             | 2017年1月18日  | フェイバリット・ムービー・ボイス                     | ジェイソン・ベイトマン                                                                                  | ノミネート     | [ 229 ]         |
| ピープルズ・チョイス・アワード             | 2017年1月18日  | フェイバリット・ムービー・ボイス                     | ジニファー・グッドウィン                                                                                | ノミネート     | [ 229 ]         |
| アメリカ映画編集者協会エディー賞           | 2017年1月27日  | 長編アニメ映画編集賞                                 | ジェレミー・ミルトン、ファビエンヌ・ロウリー                                                            | 受賞           | [ 230 ]         |
| アメリカ映像製作者組合賞                   | 2017年1月28日  | アニメ映画賞                                         | クラーク・スペンサー                                                                                    | 受賞           | [ 231 ]         |
| アニー賞                                   | 2017年2月4日   | 長編アニメ作品賞                                     | 『ズートピア』                                                                                          | 受賞           | [ 232 ] [ 233 ] |
| アニー賞                                   | 2017年2月4日   | 特別賞：長編アニメにおけるアニメーション効果         | トム・ウィックス、ヘンリック・フェルト、ピョン・ドンジュ、ラッタニン・シリナルエマーン、サム・クロック  | ノミネート     | [ 232 ] [ 233 ] |
| アニー賞                                   | 2017年2月4日   | 特別賞：長編アニメにおけるキャラクターアニメーション | デイヴ・ハーディン                                                                                      | ノミネート     | [ 232 ] [ 233 ] |
| アニー賞                                   | 2017年2月4日   | 特別賞：長編アニメにおけるキャラクターアニメーション | チャド・セラーズ                                                                                        | ノミネート     | [ 232 ] [ 233 ] |
| アニー賞                                   | 2017年2月4日   | 特別賞：長編アニメにおけるキャラクターデザイン       | コリー・ロフティス                                                                                      | 受賞           | [ 232 ] [ 233 ] |
| アニー賞                                   | 2017年2月4日   | 特別賞：長編アニメ監督                               | バイロン・ハワード、リッチ・ムーア                                                                      | 受賞           | [ 232 ] [ 233 ] |
| アニー賞                                   | 2017年2月4日   | 特別賞：長編アニメにおける製作設計                   | デイヴィッド・ゲッツ、マティアス・レクナー                                                              | ノミネート     | [ 232 ] [ 233 ] |
| アニー賞                                   | 2017年2月4日   | 特別賞：長編アニメにおける脚本構成                   | ディーン・ウェリンズ                                                                                    | 受賞           | [ 232 ] [ 233 ] |
| アニー賞                                   | 2017年2月4日   | 特別賞：長編アニメ声優                               | ジェイソン・ベイトマン                                                                                  | 受賞           | [ 232 ] [ 233 ] |
| アニー賞                                   | 2017年2月4日   | 特別賞：長編アニメにおける構想                       | ジャレド・ブッシュ、フィル・ジョンストン                                                                | 受賞           | [ 232 ] [ 233 ] |
| アニー賞                                   | 2017年2月4日   | 特別賞：長編アニメにおける編集                       | ファビエンヌ・ロウリー、ジェレミー・ミルトン                                                            | ノミネート     | [ 232 ] [ 233 ] |
| AARP大人のための映画賞                     | 2017年2月6日   | 大人になりきれない人のための作品賞                   | 『ズートピア』                                                                                          | ノミネート     | [ 234 ]         |
| 視覚効果協会賞                             | 2017年2月7日   | 長編アニメ視覚効果賞                                 | デイヴィッド・ゲッツ、スコット・カーサベッジ、エメスト・J・ペティ、ブラッドフォード・S・サイモンセン    | ノミネート     | [ 235 ]         |
| 視覚効果協会賞                             | 2017年2月7日   | 長編アニメ効果シミュレーション賞                     | ニコラス・バーカード、モー・エル＝アリ、クラウディア・チュン・サニー、トム・ウィックス                  | ノミネート     | [ 235 ]         |
| アフリカ系アメリカ人映画批評家協会賞       | 2017年2月8日   | アニメ映画賞                                         | 『ズートピア』                                                                                          | 受賞           | [ 236 ]         |
| 英国アカデミー賞                           | 2017年2月12日  | アニメ映画賞                                         | バイロン・ハワード、リッチ・ムーア                                                                      | ノミネート     | [ 237 ]         |
| ブラックリール賞                           | 2017年2月16日  | 声優演技賞                                           | イドリス・エルバ                                                                                        | ノミネート     | [ 238 ]         |
| グラミー賞                                 | 2017年2月17日  | 映像メディア楽曲賞                                   | 『トライ・エヴリシング』（シーア、スターゲイト）                                                        | ノミネート     | [ 239 ]         |
| 映画音声協会賞                             | 2017年2月18日  | 映画音声ミキシング賞（アニメーション）               | スコット・カーティス、デイヴィッド・E・フラー、ガブリエル・ガイ、ジョエル・イワタキ、ポール・マクグラス | ノミネート     | [ 240 ]         |
| サテライト賞                               | 2017年2月19日  | アニメ／メディアミックス映画賞                       | 『ズートピア』                                                                                          | ノミネート     | [ 241 ]         |
| 国際映画音楽批評家協会                     | 2017年2月23日  | アニメ映画音楽賞                                     | マイケル・ジアッチーノ                                                                                  | ノミネート     | [ 242 ]         |
| アカデミー賞                               | 2017年2月26日  | 長編アニメ映画賞                                     | バイロン・ハワード、リッチ・ムーア、クラークスペンサー                                                  | 受賞           | [ 243 ] [ 244 ] |
| 日本アカデミー賞                           | 2017年3月3日   | 優秀外国作品賞                                       | 『ズートピア』                                                                                          | ノミネート     | [ 245 ] [ 246 ] |
| キッズ・チョイス・アワード                 | 2017年3月11日  | フェイバリット・アニメーテッド・ムービー             | 『ズートピア』                                                                                          | ノミネート     | [ 247 ]         |
| キッズ・チョイス・アワード                 | 2017年3月11日  | フェイバリット・フレネミーズ                         | ジェイソン・ベイトマン、ジニファー・グッドウィン                                                        | 受賞           | [ 247 ]         |
| アメリカSFファンタジー作家協会             | 2017年5月20日  | レイ・ブラッドベリ賞                                 | ジャレド・ブッシュ、フィル・ジョンストン、バイロン・ハワード                                            | ノミネート     | [ 248 ]         |
| サターン賞                                 | 2017年6月28日  | アニメ映画賞                                         | 『ズートピア』                                                                                          | ノミネート     | [ 249 ]         |

## 訴訟問題
2017年3月、『マイノリティ・リポート』や『トータル・リコール』などの脚本を手がけたゲイリー・ゴールドマンと彼の会社エスペランデ・プロダクションズが、ウォルト・ディズニー・カンパニーを相手取り、『ズートピア』が著作権を侵害しているとして訴訟を起こした。ゴールドマン側は、2000年と2009年に企画された自身の作品『ルーニー』が擬人化された動物が暮らす社会「ズートピア」を舞台にしており、同作品をディズニーに提案していたと主張。ディズニーに対し、映画の上映停止や損害賠償を求めた。
2017年11月、マイケル・W・フィッツジェラルド判事は、ゴールドマン側の主張について、「著作権侵害として立件するには類似性や証拠が不十分」として棄却した。その後、エスペランデ・プロダクションズはアメリカ合衆国第9巡回区控訴裁判所に上訴したが、2019年4月に控訴も棄却された。

## 関連書籍
以下は日本語で刊行された主要な関連書籍。特記がない限り、すべて2016年に出版。
ディズニーアニメ小説版 108 ズートピア
スーザン・フランシス著、橘高弓枝訳、偕成社刊、4月19日発売。
B6判、ペーパーバック、全222頁。ISBN 978-4-03-792080-7。
DISNEY ズートピア ビジュアルガイド
キャラクターやストーリーを詳細に解説したビジュアルガイド。
KADOKAWA刊、4月21日発売。
AB判、全96頁。ISBN 978-4-04-104369-1。
角川アニメ絵本 ズートピア
幼児向けに翻案し、本編のカットを用いた絵本。
KADOKAWA刊、4月26日発売。
AB判、全89頁。ISBN 978-4-04-104139-0。
ジ・アート・オブ・ズートピア
設定画集。英語版『The Art of Zootopia』の日本語翻訳版。
ジェシカ・ジュリアス著、徳間書店刊、6月21日発売。
A3変判、ハードカバー、全157頁。ISBN 978-4-19-864164-1。
CD付ディズニーの英語 コレクション14 ズートピア
本編の内容を平易な英語で解説した英語学習本。
石原真弓監修、KADOKAWA刊、7月14日発売。
A5判、全192頁。ISBN 978-4-04-601436-8。
角川アニメまんが ズートピア（上／下）
本編のカットを使用し、MovieNEX版Blu-rayのチャプターに沿って構成された漫画。
角川書店刊、7月30日発売。
全191頁。ISBN 978-4-04-104690-6 / ISBN 978-4-04-104691-3。
ジュディとニックのズートピア警察署事件簿 盗まれたくさ～いチーズの謎
児童向けスピンオフ小説。英語版『Zootopia: The Stinky Cheese Caper (And Other Cases from the ZPD Files)』の日本語翻訳版。
本編直後の時間軸で、ジュディとニックが捜査した事件を描いた短編4話を収録。
グレッグ・トライン著、おおつかのりこ訳、講談社刊、9月29日発売。B6判、全191頁。ISBN 978-4-06-199585-7。
英語シナリオで楽しむ［ズートピア］
英語版本編の全セリフと日本語対訳、語彙解説を収録した学習用書籍。
高橋基治監修、学研プラス刊、12月27日発売。
A5判、全251頁。ISBN 978-4-05-304597-3。

## パロディ・オマージュなど
- ガゼルのデザインは、当初の構想ではヒップラインが細かったが、声優を務めたシャキーラ本人の希望により、より曲線的なデザインに変更され、ヒップが大きくなった[253]。
- ZPD署長室に掛けられているカレンダーの写真には、『ベイマックス』の舞台であるサンフランソウキョウのシルエットが使われている[254]。
- ニックが街を歩いているシーンで、カバが押しているベビーカーの中にミッキーマウスのぬいぐるみが置かれている[254]。
- ウィーゼルトンが道端で販売している海賊版DVDには、ディズニー映画のパロディが含まれている。中には、当時まだ未公開だった『モアナと伝説の海』や、後に制作中止となった『Gigantic』[注 78]のパロディも登場する[256]。

## テレビ放映
| 回数 | 放送局     | 放送枠           | 放送形態       | 放送日        | 放送時間      | 放送分数 | 吹替版     | 平均世帯 視聴率 |
| ---- | ---------- | ---------------- | -------------- | ------------- | ------------- | -------- | ---------- | --------------- |
| 1    | 日本テレビ | 金曜ロードSHOW!  | 本編ノーカット | 2018年6月15日 | 21:00 - 23:04 | 124分    | 劇場公開版 | 10.3%           |
| 2    | 日本テレビ | 金曜ロードショー | 本編ノーカット | 2023年12月8日 | 21:00 - 23:04 | 124分    | 劇場公開版 | 6.3%            |

- 視聴率はビデオリサーチ調べ、関東地区・世帯・リアルタイム。